# Sächsischer Dai 1
Der Dai 1 war ein Motor-Triebwagen der Königlich Sächsischen Staatseisenbahnen.

## Geschichte
Der zweiachsige Wagen wurde von der Waggonfabrik Werdau gebaut und 1904 an die Kgl. Sächs. Staatseisenbahnen ausgeliefert. Über einen planmäßigen Einsatz des Wagens ist jedoch nichts bekannt.

## Technische Merkmale
Der von Austro-Daimler in Wiener Neustadt gelieferte Motor war mittig im Fahrgastraum angeordnet und gab seine Kraft über ein mechanisches Getriebe an eine Achse ab. Gestartet wurde der Motor mit Benzin, im Betrieb wurde Spiritus als Brennstoff verwandt. Wegen der geringen Motorleistung war das Fahrzeug für einen Betrieb ohne Beiwagen vorgesehen.
Als Heizung wurde die Abwärme des Kühlwassers und der Abgase verwandt, welche in Rohren durch den Fahrgastraum geleitet wurden. Zur Beleuchtung dienten Öllampen.